# Vince Edwards
Vince Edward Zoino (Nova Iorque, 9 de julho de 1928 – Los Angeles, 11 de março de 1996) foi um ator estaduniense.

## Biografia
Nascido no Brooklyn, em Nova Iorque, filho de pais imigrantes italianos, Vince Edwards aspirava ao teatro desde cedo. Ele foi um campeão de natação na escola, com uma bolsa de estudos na Ohio State University, de onde integrou a equipe de natação no Campeonato Nacional. No entanto, uma operação de apendicite encurtou sua carreira na natação.[carece de fontes?]
Ele estudou na Academia Americana de Artes Dramáticas, em seguida, tornou-se um ator contratado da Paramount Pictures no início da década de 1950. Na década de 1960, ele alcançou seu auge ao interpretar Dr. Casey na série de televisão Ben Casey (1961).